# Soldadura de choque
La soldadura de choque es una forma particular de la soldadura por puntos, utilizada para unir láminas de acero inoxidable. 
Se logra apretando las dos piezas entre sí y haciendo pasar a través de ellas una corriente eléctrica muy fuerte durante un lapso muy breve.
Al utilizar la cantidad exacta de corriente eléctrica y el tiempo exacto para los materiales a unir, se logra una pequeña zona en la cual las dos piezas metálicas se funden y solidifican en una sola.
La técnica fue inventada en 1932 por Earl J. Ragsdale, un ingeniero mecánico que trabajaba para la empresa Budd, con el propósito de unir piezas de acero inoxidable utilizadas para construir el tren Pioneer Zephyr.
- Datos: Q3822579